# Akcesorni organi oka
Akcesorni organi oka ili adneksi oka, su pomoćni organi oka, koji iako neposredno ne učestvuju u fenomenu vida, imaju ulogu njegove mehaničke zaštite, od spoljašnjih uticaja (svetla, prašine, hemikalija, povreda) i spračavaju isušivanja rožnjače i vežnjače). U ove organe spadaju: obrve, očni kapci (palpebrae), suzni aparat oka (aparatus lacrimales), i spoljašnji očni mišići.

## Anatomija i fiziologija akcesornih organa oka

### Obrve
Obrve su oblast gustih, nežnih dlaka iznad oka koja prati oblik niže granice obrvnog greben. Hipotetski, njihova glavna uloga je u sprečavanju da znoj, voda i druge neželjene materije dospeju u očnu čašicu, ali one su takođe važne i u ljudskoj komunikaciji i facijalnoj ekpresiji.
Glavna uloga obrva je da spreči vlaženje, većinom slanim znojem i kišom, od padanja u oči (iako ova sugestija nikad nije stavljena na nivo naučne hipoteze). Tipični iskrivljeni oblik obrve (sa iskrivljenjem sa strane) i smer u kojem su dlake obrve usmerene, omogućava da vlaga teži da se sliva sporednim putevima oko očiju, sa strane glave i nosa. Blago ispupčen greben obrve savremenih ljudi takođe može da služi i kao odbrambena struktura od vlage. Desmond Moris, diskutujući moguću ulogu obrva u ljudskoj evoluciji, kritikovao je ovu sugestiju kao ne-efektivnu i predložio je primarna funkcija obrva da signalizuje promene raspoleženja ljudi. Zajedno sa grebenom obrva, obrve takođe zasenjuju oči od sunčeve svetlosti. Obrve takođe sprečavaju da prljavština kao što je perut i drugi mali objekti upadnu u oči, takođe omogućujući senzitivan osećaj za detektovanje ojekata u blizini oka, kao što su mali insekti.
Obrve imaju važnu olakšavajuću ulogu u komunikaciji, pojačavajući izraze, kao što su iznenađenje ili bes. Mnogi umetnci za šminku gledaju na obrve kao važnu odliku u definisanju lica. Obrve oblikuju ljudsko lice i definišu nečije oči i čelo. U zavisnosti od oblika obrva, one ponekad mogu izazvati nešto što je poznato kao lažna facijalna ekpresija (kao kad su obrve osobe oblikovane tako da izgleda da je osoba ljuta, ali u stvari nije). Neki ljudi mogu da pomeraju obrve gore i dole naizmenično.

### Očni kapci
Kapci štite očnu jabučicu i treptanjem doprinose oticanju suza, koje odnose nečistoću sa prednje površine oka u nos. Gornji kapak je dva puta širi od donjeg. Površinu kapka čini tanka koža koja sadrži dlake sa znojnim i lojnim žlijezdama.
Ispod kože kapaka nalazi se rastresito vezivno tkivo bez masti, a sledeći sloj čine mišići.

### Spoljašnji očni mišići
Spoljašnji očni misići, koji pokreću očne lkapke čini grupa kružnih mišića, koji imaju četiri dela i inervisani su od živca lica:
- Kapačni deo — koji se nalazi se ispred tarzusa, njegovo grčenje sklapa kapke pri treptanju i spavanju.
- Orbitalni deo — koji se nalazi periferno od kapačnog dela i dopire do obrva i njegovom funkcijom dolazi do grčevitog stezanja kapaka.
- Suzni deo — koji ima ulogu u odvodu suza.
- Veoma nežni, trepavični mišić — koji se nalazi oko trepavica.

U gornjem kapku postoji mišič podizač gornjeg kapka i on je antagonist kružnonm mišiću oka, pošto svojom kontrakcijom podiže gornji kapak.

### Suzni aparat
Zajedno sa kapcima i vežnjačom, suzni aparat spada u grupu pomoćnih organa oka. U sastav suza ulazi 98% vode. Preko ekskretornih kanalića orbitalnog dela suzne žlezde, mnogobrojnih kratkih kanalića iz lateralne polovine, suze se izlivaju u lateralnu polovinu gornjeg svoda vežnjače. Treptajem i dejstvom sile zemljine teže raspoređuju se po okularnoj površini, obrazujući suzni film.
Skupljaju se potom u suzno jezerce, a zatim ekskretornim delom suznog aparata suze se odvode preko suznih tačkica i suznih kanalića u suznu kesicu (koja sardži prosečno 7-9μl suza ili 1 do 2 kapi suza), pa dalje kroz suznonosni kanal u donji nosni hodnik. Suzni film je sastavljen od tri sloja: mucinskog, vodenog i lipidnog sloja. 
Ekskretornu komponentu sačinjavaju pokreti kapaka, suzni potočić i suzno jezerce.
Suzni aparat oka u funkcionalnom pogledu deli se na tri dela:
1. Sekrecioni deo — sačinjavaju glavne suzne žlezde, koje su odgovorne za refleksnu sekreciju.
2. Ekskretorni deo — služi za odvođenje suza. Počinje od suznih tačkica, preko donjeg i gornjeg suznog kanala i suzne kesice, završavajući se u nosu ispod donje nosne školjke. 
3. Intermedijarni deo — nalazi između dva već pomenuta dijela. Sekretornu komponentu čine akcesorne Krauzeove i Volfringove suzne žlezde, koje vrše osnovnu ili baznu sekreciju.

## Bolesti akcesornih organa oka

### 1. H00. — Bolesti očnog kapka
| Bolest                                                                | Šifra MKB10 i latinski naziv              | Slika | Karakteristike |
| --------------------------------------------------------------------- | ----------------------------------------- | ----- | --- |
| Hordeolum (Čmičak)                                                    | H00.0 — Hordeolum palpebrae               |       | Akutna bakterijska upala lokalnih lojnih žlezda kapka sa pojavom crvenila i otoka kože. Bol je spontan i pri dodiru se oseća promena na kapku. Postoje dve vrste: - spoljašnji, koji nastaje na rubu kapka i zahvata folikule trepavica i - unutrašnji, koji nastaje zbog upale lojnih žlezda unutar kapka, kao posledica zastoja u pražnjenju žlezda. |
| Halacion (Tvrdo zrno u kapku oka)                                     | H00.1 — Chalazion                         |       | Poznat i kao lipogranulom Meibomovih žlezda, je cista u veđi uzrokovana upalom začepljene Meibomove žlezde, češče na gornjoj veđi. On je drukčiji od čmička po tome što je bolniji, i veći. |
| Blefaritis (Zapaljenje ivice kapka oka)                               | H01.0 — Blepharitis                       |       | Hronična upala rubova kapaka, koja se može se javiti u dva osnovna oblika, kao; - Prednji blefaritis kada se upala javlja na spoljnoj ivici kapaka - Zadnji blefaritis koji je vezan za nepravilno lučenje žlezda |
| Entropija očnog kapka i trepavice (Uvrnutost očnog kapka i trepavice) | H02.0 — Entropium et trichiasis pelpebrae |       | |
| Ektropija očnog kapka (Izvrnutost kapka oka)                          | H02.1 — Ectropium palpebrae               |       | Izvrnutost očnog kapka je everzija očnog kapka prema spolja, tako da slobodna ivica kapka ne naleže na očnoj jabučici a tarzalni deo vežnjače (konjunktive) je okrenut u polje i izložena uticajima spoljašnje sredine, povredama i isušivanju. |
| Lagoftalmus (Nepotpuno zatvaranje očnog kapka)                        | H02.2 — Lagophthalmus                     |       | Nepotpuno zatvaranje očnog kapka je patološko stanje u prednjem segnetu oka koje se karakteriše nemogućnošću zatvaranja očnih kapaka. |
| Opuštanje kože očnog kapka                                            | H02.3 — Blepharochalasis                  |       | |
| Ptoza (Spušten očni kapak)                                            | H02.4 — Ptosis palpebrae                  |       | Ptoza je jednostrana ili obostrana spuštenost gornjeg očnog kapka pri čemu je aktivno podizanje spuštenog kapka ograničeno a međukapačni prostor (lat. rima palpebralum) sužena. Tokom pokušaja bolesnika da snagom volje podigne spušteni očni kapak dodatnim stezanjem mišića podizača obrve i čeonog mišića, dolazi do nabiranja čela i zabacivanja glave unazad kada je poremećaj obostran. Prema uzroku ptoze se dele na: kongenitalne (urođena) i stečena (akvirirane). |
| Povlačenje očnog kapka (Retrakcija kapaka)                            | H02.5 — Retractio palpebrarum             |       | Retrakcija kapaka je patološko stanje u prednjem segmentu oka kod koga je poremećen položaj kapaka, i kada su očni kapci povučeni upolje a njihova slobodna ivica udaljena od limbusa rožnjače. |
| Ksantelazma očnog kapka                                               | H02.6 — Xanthelasma palpebrae             |       | Ksantelazma je dobroćudno (benigno) nakupljanje lipida (masnoće) i gigantskih penušavih ćelija u koži kapka. Može biti važan indikator narušenog metabolizma masti u jetri, kod određenih hroničnih bolesti. |

### 2. H04. — Bolesti suznog aparata oka
| Bolest                                                      | Šifra MKB10 i latinski naziv | Slika | Karakteristike |
| ----------------------------------------------------------- | --- | ----- | --- |
| Zapaljenje suzne žlezde (Dakrioadenitis)                    | H04 — Dacryoadenitis |       | Dakrioadenitis (lat. dacryoadenitis) je akutno ili hronično, jednostrano ili obostano zapaljenje suzne žlezde. Kako je to retka bolest; podaci o njenoj prevalenciji su retki. Jedan od 10.000 pacijenata sa očnim bolestima (prema jednom istraživanju) ima jedan od oblika zapaljenje suzne žlezde, koje je ipak mnogo češće od tumora suzne žlezde, koji uvek treba imati u vidu ako bolest duže traje. |
| Suzenje oka (Epifora)                                       | H04.2 — Epiphora |       | Klinički je znak u oftalmologiji, koji se karakteriše upornim ili preterаnim suzenje očiju. Izazvano je prevelikom proizvodnje suza (obično refleksno, izazvano bolestima prednjeg očnog segmenta, kao što su konjunktivitis, keratitis, trihijaza itd.),, ili nеаdekvаtnom drenаžom normаlne količine suza. Najčešći uzrok je neadekvatna drenaža suznog filma oka usled začepljenog odvodnog suznog kanala koji se izliva u nosnu šupljinu (nazolakrimalni duktus). Simptomi se mogu javiti sаmo u jednom ili u obа okа. U većini slučајevа suzenja oka se može efikаsno lečiti. |
| Akutno zapaljenje suznih puteva (Akutni dakriocistitis)     | H04.3 — Dacryocystitis acuta, non specificata - Canaliculitis lacrimalis acuta, subacuta - Dacryocystitis (phlegmonosa) acuta, subacuta - Dacryopericystitis acuta, subacuta |       | Radi se o zapaljenjskom procesu koji najčešče nastaje kao sekundarna pojava zbog stenoze ili obliteracije suznonosnog kanala (lat. stenosis et obliteratio canalis lacrimonasalis). Zapaljenje suznih puteva jedna je od čestih infekcija oka. Neštočešče se javlja u trećo i četvrtoj deceniji života. Žene su često pogođene bolešću |
| Hronično zapaljenje suznih puteva (Hronični dakriocistitis) | H04.4 — Dacryocystitis chronica - Dacryocystitis chronica - Canaliculitis lacrimalis chronica - Mucocele lacrimalis chronica                                                 |       | Zapaljenje suznih puteva jedna je od čestih infekcija oka. Neštočešče se javlja u trećo i četvrtoj deceniji života. Žene su često pogođene bolešću |

### 3. H05. — Bolesti orbite oka
| Bolest        | Šifra MKB10 i latinski naziv | Slika | Karakteristike                                                                                               |
| ------------- | ---------------------------- | ----- | --- |
| Celulitis oka | H05 — Cellulitis             |       | Celulitis oka je infekcija kože kapaka i/ili očiju, najčešće izazvana infekcijom bakterijama ili gljivicama. |

## Literatura
- Gordana ZlatanovićOftalmologija, Medicinski fakultet Niš
- Olga Litričin, Milan Blagojević, Dobrosav Cvetković,Oftalmologija, Medicinski fakultet, Beograd

## Spoljašnje veze
|  | Molimo Vas, obratite pažnju na važno upozorenje u vezi sa temama iz oblasti medicine (zdravlja). |